# Tagweide
Tagweide är ett berg i Österrike.   Det ligger i distriktet Hallein och förbundslandet Salzburg, i den centrala delen av landet, 240 km väster om huvudstaden Wien. Toppen på Tagweide är 2 181 meter över havet, eller 282 meter över den omgivande terrängen. Bredden vid basen är 2,2 km. Tagweide ingår i Tennengebirge.
Terrängen runt Tagweide är kuperad österut, men västerut är den bergig. Tagweide ligger uppe på en höjd som går i öst-västlig riktning. Närmaste större samhälle är Abtenau, 5,2 km norr om Tagweide. 
I omgivningarna runt Tagweide växer i huvudsak barrskog. Runt Tagweide är det ganska glesbefolkat, med 45 invånare per kvadratkilometer.